# Tervurenlaan

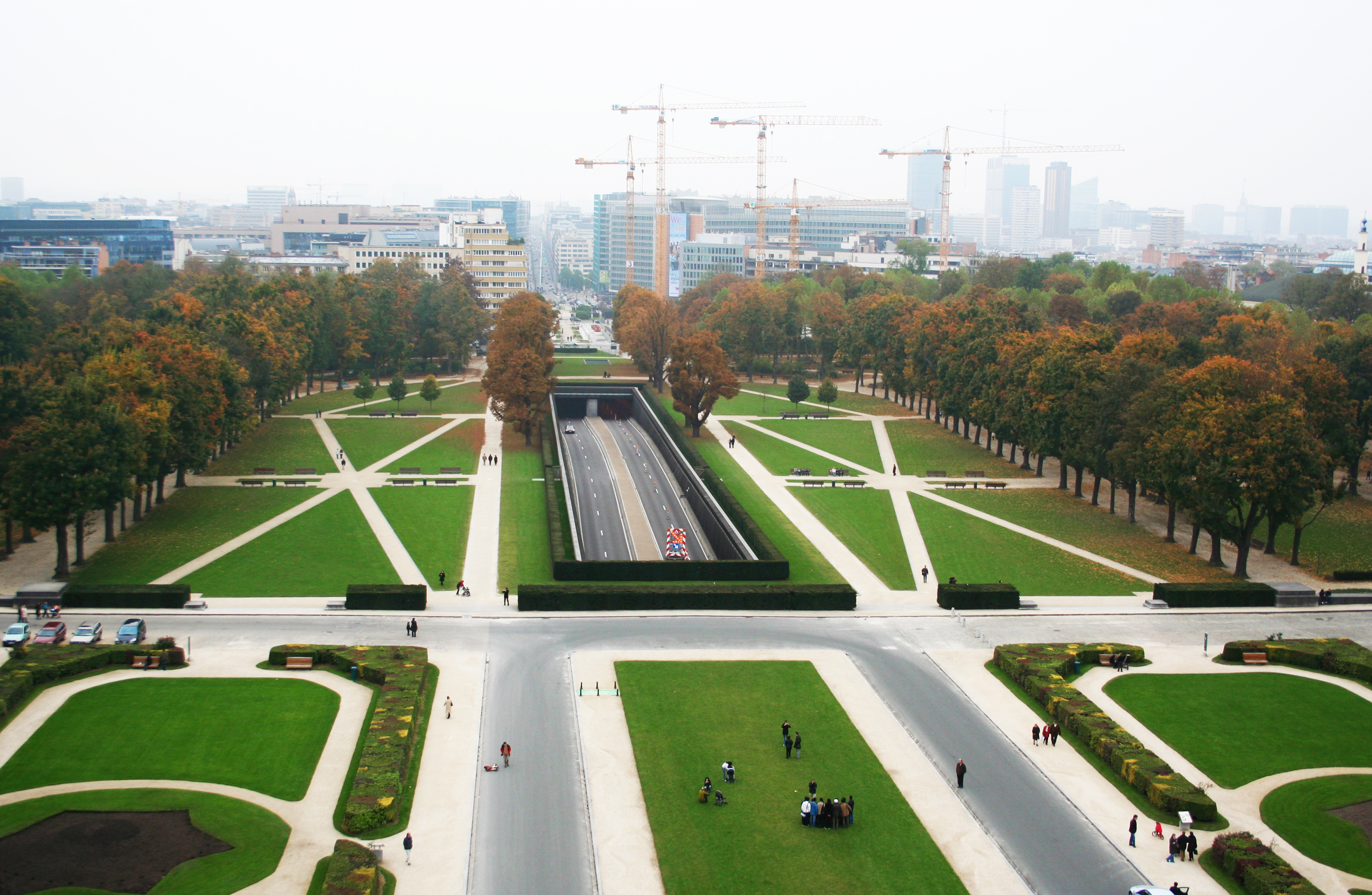
Tunnel onder het Jubelpark aan het begin van de Tervurenlaan

De Tervurenlaan (Frans: Avenue de Tervueren) is een brede laan omzoomd met bomen tussen Brussel en Tervuren.
De Tervurenlaan begint bij het Jubelpark bij het Merodeplein in de gemeente Etterbeek. De Tervurenlaan loopt vervolgens langs het Montgomery-rondpunt en de gemeenten Sint-Pieters-Woluwe en Oudergem nabij het Roodklooster. De Brusselse ring wordt gekruist bij het Vierarmenkruispunt.
De Tervurenlaan eindigt in Tervuren bij het Koloniënpaleis. De Tervurenlaan werd aangelegd ten tijde van het koningschap van Leopold II door Edmond Parmentier. De werkzaamheden werden in 1897 voltooid.